# Aethopyga bella
Aethopyga bella là một loài chim trong họ Nectariniidae.